# 1735
| [ Edytuj tabelę ]              | |
| Król Polski                    | - 1733 Stanisław Leszczyński 1736 - 1733 August III Sas 1763                                                                                                   |
| Współksiążęta Andory           | - 1714 Simeó de Guinda y Apéztegui 1737 - 1715 Ludwik XV 1774                                                                                                  |
| Elektor Bawarii                | - 1726 Karol Albert 1745 |
| Sułtan Brunei                  | - 1730 Muhammad Alauddin 1745 |
| Cesarz Chin                    | - 1722 Yongzheng 1735 - 1735 Qianlong 1796 |
| Król Czech                     | - 1711 Karol VI Habsburg 1740 |
| Król Danii                     | - 1730 Chrystian VI 1746 |
| Dalajlama                      | - 1708 Kelzang Gjaco 1757 |
| Cesarz Etiopii                 | - 1730 Ijasu II 1755 |
| Król Francji                   | - 1715 Ludwik XV 1774 |
| Król Hiszpanii                 | - 1724 Filip V 1746 |
| Landgraf Hesji-Kassel          | - 1730 Fryderyk I Heski 1751 |
| Stadhouder Holandii            | - 1702 drugi okres bez stadhoudera 1747 |
| Szach Iranu                    | - 1732 Abbas III 1736 |
| Państwo Wielkich Mogołów       | - 1720 Mohammed Szah 1748 |
| Król Irlandii                  | - 1727 Jerzy II Hanowerski 1760 |
| Cesarz Japonii                 | - 1709 Nakamikado 1735 - 1735 Sakuramachi 1747 |
| Kalif                          | - 1703 Ahmed III 1736 |
| Patriarcha Konstantynopola     | - 1734 Neofit VI 1740 |
| Władca Korei                   | - 1724 Yŏngjo 1776 |
| Książę Kurlandii i Semigalii   | - 1731 Ferdynand Kettler 1737 |
| Książę Liechtensteinu          | - 1732 Józef Wacław 1745 |
| Sułtan Maroka                  | - 1734 Ali ibn Ismail 1736 |
| Książę Monako                  | - 1733 Honoriusz III 1793 |
| Król Nawarry                   | - 1710 Ludwik XV 1774 |
| Król Norwegii                  | - 1730 Chrystian VI 1746 |
| Sułtan Omanu                   | - 1728 Sajf II ibn Sultan 1743 |
| Elektor Palatynatu             | - 1716 Karol III Filip 1742 |
| Papież                         | - 1730 Klemens XII 1740 |
| Książę Parmy i Piacenzy        | - 1731 Karol I 1735 - 1735 Karol 1740 |
| Król Portugalii                | - 1706 Jan V 1750 |
| Król w Prusach                 | - 1713 Fryderyk Wilhelm I 1740 |
| Car Rosji                      | - 1730 Anna 1740 |
| Cesarz Rzymski (niemiecki)     | - 1711 Karol VI Habsburg 1740 |
| Kapitanowie Regenci San Marino | - 1734 Giuseppe Onofri Lodovico Anatucci 1735 - 1735 Tranquillo Manenti Belluzzi Biagio Antonio Martelli 1735 - 1735 Federico Tosini Pier Antonio Ugolini 1736 |
| Elektor Saksonii               | - 1733 Fryderyk August II (król Polski) 1763 |
| Król Sardynii                  | - 1730 Karol Emanuel III 1773 |
| Król Szwecji                   | - 1720 Fryderyk I Heski 1751 |
| Król Tajlandii                 | - 1733 Boromma Kot 1758 |
| Sułtan Turków                  | - 1730 Mahmud I 1754 |
| Doża Wenecji                   | - 1732 Carlo Ruzzini 1735 - 1735 Alvise Pisani 1741 |
| Król Węgier                    | - 1711 Karol III 1740 |
| Monarcha Wielkiej Brytanii     | - 1727 Jerzy II 1760 |
| Premier Wielkiej Brytanii      | - 1721 Robert Walpole 1742 |

Rok 1735 / MDCCXXXV
stulecia: XVII wiek ~
XVIII wiek ~
XIX wiek

lata: 1725 «
1730 «
1731 «
1732 «
1733 «
1734 «
1735
» 1736
» 1737
» 1738
» 1739
» 1740
» 1745

## Wydarzenia w Polsce
- 20 lutego – Wojna o sukcesję polską: miała miejsce bitwa pod Widawą.
- 27 września – początek obrad sejmu zwyczajnego pacyfikacyjnego (pod węzłem konfederacji warszawskiej). Pierwszy sejm za czasów Augusta III Sasa.
- Zakończona została wojna o sukcesję w Polsce.

## Wydarzenia na świecie
- 8 stycznia – w Londynie odbyła się premiera opery Ariodante Georga Friedricha Händla.
- 19 kwietnia – wyszedł pierwszy numer Gazzetta di Parma.
- 5 sierpnia – nowojorski drukarz, wydawca, redaktor i dziennikarz John Peter Zenger został uniewinniony od zarzutów o działalność wywrotową i zniesławienie Williama Cosby’ego, ówczesnego gubernatora kolonii Nowy Jork; proces stał się znaczącym i ważnym czynnikiem w rozwoju wolności prasy na kontynencie północnoamerykańskim.
- 5 września – podpisano preliminaria pokojowe między Francją i Austrią w Wiedniu.
- 22 września – Robert Walpole jako pierwszy brytyjski premier zamieszkał w rezydencji przy 10 Downing Street.
- 20 października – wojska francuskie przegrały bitwę pod Klausen (wojna o sukcesję polską).
- 25 listopada – na Kremlu moskiewskim został odlany Car Kołokoł, największy dzwon na świecie.

- Szwedzki przyrodnik Karol Linneusz opublikował dzieło Systema naturae. W dziele tym, stanowiącym podstawę systematyki organizmów podzielił znane rośliny na 24 klasy a zwierzęta na 6 gromad.
- W trosce o pobożność poddanych Król Danii Chrystian VI Oldenburg wydał zarządzenie o nazwie sabbatsforordning zobowiązujące ich do udziału w niedzielnych nabożeństwach.

## Urodzili się
- 3 lutego – Ignacy Krasicki, poeta, dramaturg i publicysta, prymas Polski (zm. 1801)
- 8 marca – Jakub de la Lande, francuski duchowny katolicki, męczennik, błogosławiony (zm. 1792)
- 28 kwietnia - Józef Olechowski, polski duchowny katolicki, biskup pomocniczy krakowski (zm. 1806)
- 5 września – Johann Christian Bach, kompozytor, syn Johanna Sebastiana Bacha (zm. 1782)
- 18 września - Bonawentura Solari, polski major, architekt (zm. po 1805)
- 30 października – John Adams, drugi prezydent USA (zm. 1826)
- 25 listopada – Grzegorz Piramowicz, polski pedagog i działacz oświatowy (zm. 1801)
- 30 listopada – Onufry Kopczyński, polski językoznawca, autor pierwszego podręcznika gramatyki języka polskiego, członek konfederacji targowickiej (zm. 1817)
- 10 grudnia – Antonio Fernández de Trebejos y Zaldívar, pułkownik armii hiszpańskiej i architekt wojskowy (zm. 1800)

- data dzienna nieznana: 
  - Jacob Friedrich Krummacher, pruski prawnik, sędzia i burmistrz miasta Tecklenburg (zm. 1791)
  - Franciszek Józef de la Rochefoucauld, francuski biskup katolicki, męczennik, błogosławiony (zm. 1792)

## Zmarli
- 8 kwietnia – Franciszek II Rakoczy, książę Siedmiogrodu (ur. 1676)
- 29 listopada – Bernard Franciszek de Hoyos, hiszpański jezuita (ur. 1711)

## Święta ruchome
- Tłusty czwartek: 17 lutego
- Ostatki: 22 lutego
- Popielec: 23 lutego
- Niedziela Palmowa: 3 kwietnia
- Wielki Czwartek: 7 kwietnia
- Wielki Piątek: 8 kwietnia
- Wielka Sobota: 9 kwietnia
- Wielkanoc: 10 kwietnia
- Poniedziałek Wielkanocny: 11 kwietnia
- Wniebowstąpienie Pańskie: 19 maja
- Zesłanie Ducha Świętego: 29 maja
- Boże Ciało: 9 czerwca